# Pavel Haas
Pavel Haas (født 21. juni 1899 i Brno, død 17. oktober 1944 i Auschwitz) var en tjekkisk komponist af jødisk herkomst. Som komponist var han påvirket af sin lærer Leoš Janáček, men fandt også inspiration i bl.a. jazz og moravisk folkemusik.
Haas var en af de fremtrædende komponister i mellemkrigstidens tjekkiske avantgarde; men først fra 1935 satsede han på en professionel karriere som komponist. I 1937 havde han stor succes med operaen Šarlatan om en læge fra middelalderen.
I 1941 blev Haas indsat i Terezin (Theresienstadt), indtil han blev ført til Auschwitz. I tiden i Terezin fortsatte han med at komponere.